# Informationsgrafik
Eine Informationsgrafik (kurz: Infografik) ist eine visuelle Repräsentation von Gesamtzusammenhängen in einer Abbildung.

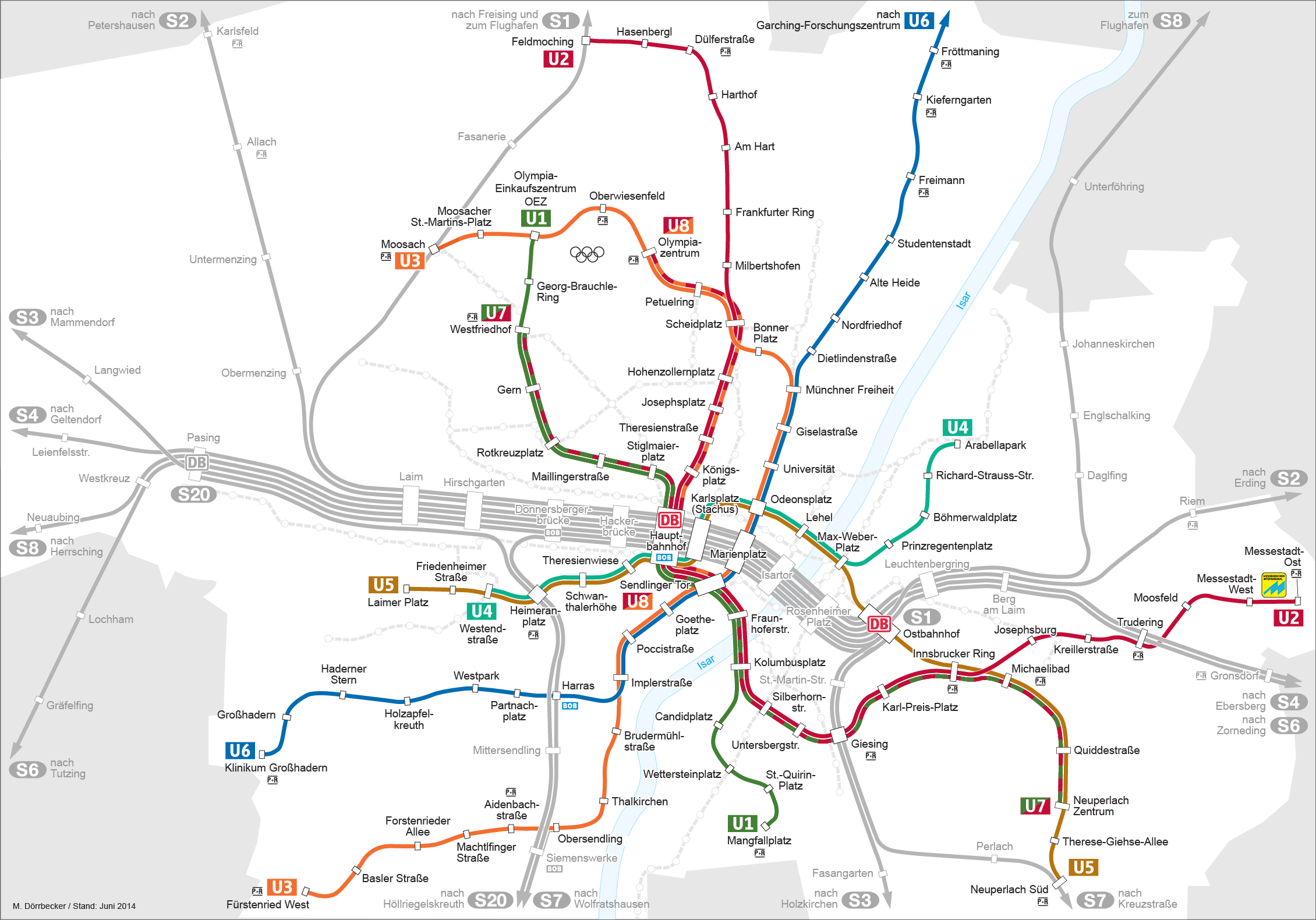
Infografik des U-Bahn-Liniennetzes in München

Neben den beiden klassischen Disziplinen Text- und Bildjournalismus ist es eine eigenständige journalistische Darstellungsform, die Informationen visuell aufbereitet.
Infografiken kommen ausschließlich in visuellen Medien zum Einsatz, vornehmlich in Printmedien wie Zeitungen, Illustrierten oder Magazinen sowie im Fernsehen. Sie spielen auch in Schul- und Lehrbüchern eine große Rolle.
Infografiken bemühen sich um eine möglichst effiziente Vermittlung von Fakten und legen dabei großen Wert auf Klarheit, Genauigkeit und Anschaulichkeit. Beim Menschen steht die visuelle Wahrnehmung an erster Stelle der Informationsaufnahme. Texte müssen erst verstanden und danach inhaltlich eingeordnet werden. Informationsgrafiken haben hier Vorteile, wenn sie dem menschlichen Gehirn die Sachinformationen in vorbereiteter Form servieren. Darin liegt die Stärke der Infografik und ihr Vorteil gegenüber den anderen journalistischen Disziplinen. Ein bekanntes Sprichwort fasst dieses sehr einprägsam zusammen: Ein Bild sagt mehr als tausend Worte. Meinungen, Bewertungen, Einordnungen haben in einer Infografik keinen Platz. Sie gehören in einen Text ebenso wie das Beschreiben von Gefühlen. Die Darstellung von Gesichtern oder Personen, Handlungen und komplexen Situationen werden in diesem Genre illustriert, Landschaften oder Kunstobjekte dagegen können auch fotografisch dargestellt werden.

## Methoden
Inhalte sind immer klar abgrenzbare Sachinformationen wie Zahlenreihen, Größenverhältnisse, Ortslagen, Aufbau und Beteiligungen von Organisationen oder Konzernen, Entscheidungsabläufe, technische, biologische oder chemische Funktionsweisen, Anordnungen von Teilen oder Schichten und Ähnliches. Die wichtigsten infografischen Elemente sind Diagramme wie Säulen-, Balken-, Kreis-, oder Kurvendiagramme, geografische thematische Karten  bzw. Pläne aller Art (z. B. Straßenkarte oder Geschichtskarte), Organigramme und Struktogramme oder schematische Darstellungen wie Explosionszeichnung (z. B. Querschnitte zur Veranschaulichung der
Funktionsweise eines Verbrennungsmotors oder zur Darstellung von Gesteinsschichten).

## Geschichte

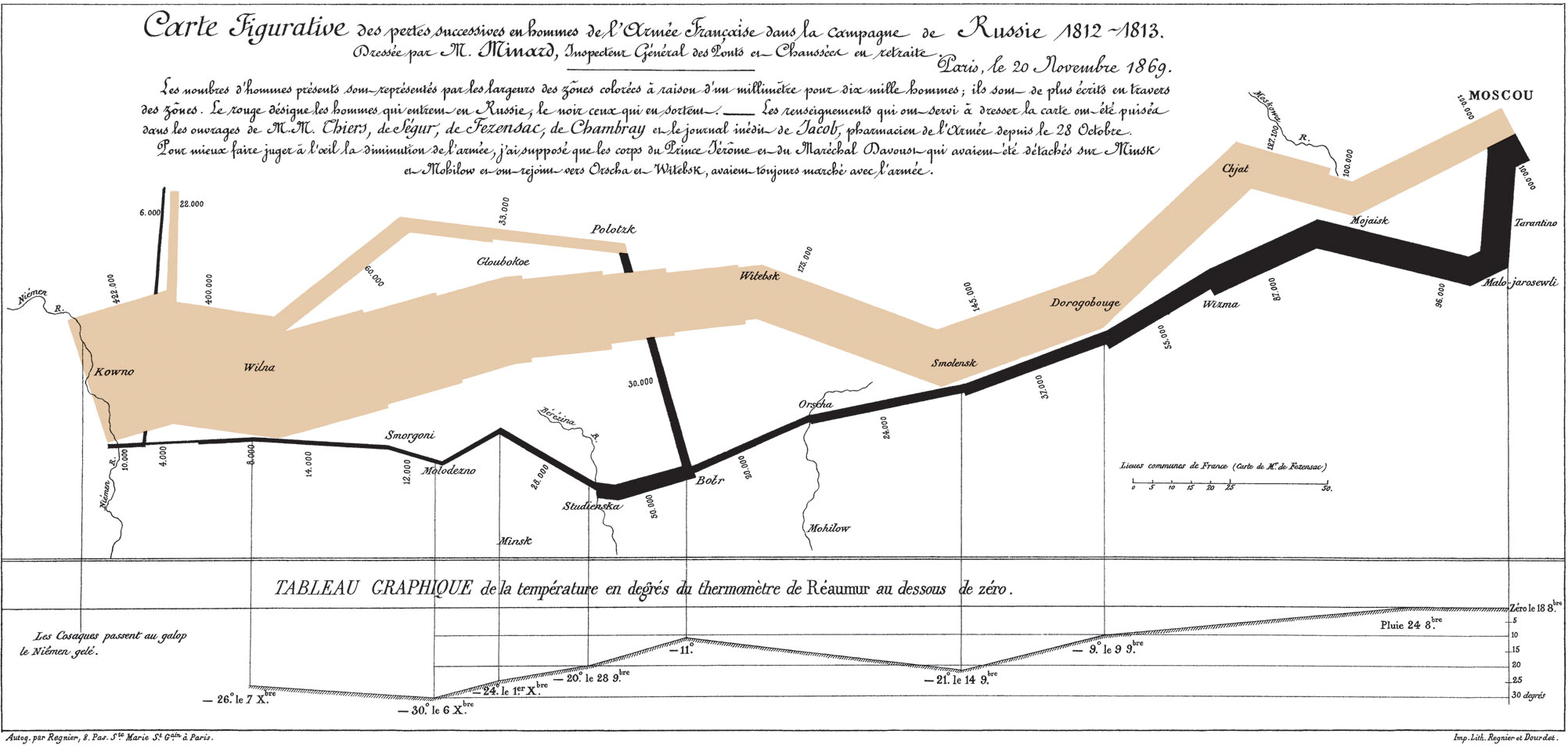
Minards Grafik über Napoleons Russlandfeldzug

Weitgehend unerforscht ist die Frage, inwieweit z. B. frühzeitliche Höhlenzeichnungen wie die im spanischen Altamira als Keimzelle der Infografik gelten könnten. So könnten dort nicht nur verschiedene Tierarten abgebildet worden sein, sondern auch Jagdtechniken, Jagdzeiten, Standorte bestimmter Herden etc.
Als Gründungsjahr der modernen Infografik wird häufig das Jahr 1786 genannt, in dem William Playfair seinen Commercial and Political Atlas veröffentlichte, in dem sich zahlreiche Diagramme finden.
Eine graphische Verallgemeinerung qualitativer Sachverhalte und Inhalte hat sich historisch aus dem barocken Frontispiz bzw. Titelbild und der thematischen Kartografie entwickelt, also aus Panoramen und vergleichbaren kartografischen Abbildungsverfahren, die den Inhalt einer Abhandlung oder eines Buches, eines Bild- oder Kartenwerkes in einer Gesamtschau zusammenfassen. Daher gehören auch sowohl Orientierungspläne für Parks, Gebäude und Ausstellungen wie die maschinell generierten Sitemaps von Internetseiten zu den Informationsgrafiken.
Wenn wir also eine Karte als Informationsgrafik verstehen, vielleicht sogar als Superzeichen, sollte der Name Carl Ritter als Begründer der Allgemeinen Geographie, herausgestellt werden. Als Kollege von Alexander von Humboldt in der Militärakademie, später in der Akademie der Wissenschaften und Humboldt-Universität kann er als einer der Urväter einer nachvollziehbaren, wiederholbaren, verlässlichen und getreuen Informationsgrafik verstanden werden.
Als bekannter Infografiker gilt in Fachkreisen ebenfalls der Franzose Charles Joseph Minard, der 1869 den Russlandfeldzug Napoleons 1812−1813 darstellte. Seine Infografik zeigt den schematischen Verlauf bis Moskau, die Abnahme der Truppenstärke sowie eine Abfolge der Temperaturen, denen die Soldaten während des Rückzugs im Winter ausgesetzt waren. In ähnlicher Form stellte der irische Ingenieur Matthew Henry Phineas Riall Sankey die Energieflüsse in einer Dampfmaschine dar. Nach ihm benannte man diese Diagrammform, die heute als Sankey-Diagramm bekannt ist.
Die breite Durchsetzung in den Massenmedien ging hingegen vor allem von den Vereinigten Staaten aus. Vor allem die Zeitung USA Today hat sehr stark auf infografische Visualisierungen gesetzt und damit große Erfolge gefeiert. Infografiken erlebten dort z. B. während des Zweiten Golfkriegs einen Boom. Da so gut wie keine Bilder zu bekommen waren, wurden Truppenbewegungen, Frontverläufe, Geländegewinne bzw. -verluste oder die Wirkungsweise von Waffen mittels Infografiken den amerikanischen Lesern und Fernsehzuschauern vermittelt. In Deutschland spielte das Nachrichtenmagazin Focus eine wichtige Rolle in der Verbreitung von Infografiken.
Die systematische Erforschung der quantitativen Informationsgrafik wurde ab 1983 vor allem von Edward Tufte bewirkt.

## Berufsbild
Infografiker haben entweder Design oder Journalismus studiert, oder eine Ausbildung zum Mediengestalter oder Kartographen absolviert; seltener kommen sie von Kunstuniversitäten oder Hochschulen für bildende Künste. Auch Quereinsteiger haben bei entsprechender Kreativität und journalistischem Können eine Chance.
Zeitungen, Illustrierte oder Magazine in Deutschland mit eigenem Infografik-Ressort sind z. B. Bild, Focus und Stern. Auch kleinere Zeitungen und Zeitschriften beschäftigen mittlerweile freie oder fest angestellte Infografiker für ihre eigene Produktion.
Nachrichtenagenturen haben ebenfalls eigene Infografikabteilungen. Zum Beispiel kaufte die dpa die Globus Kartendienst GmbH; sie firmierte später als GLOBUS Infografik GmbH und heute als dpa-infografik GmbH.

## Erstellung
Infografiken werden meist mit Vektorgrafikprogrammen wie z. B. Inkscape, CorelDraw oder Adobe Illustrator erstellt. 3D-Computergrafik-Programme werden zunehmend eingesetzt. Diese sind aber für tagesaktuelle Infografiken weniger geeignet, da das Erstellen der Infografik erheblich zeitintensiver ist als mit Vektorprogrammen. Pixel-Programme, wie z. B. Adobe Photoshop, werden innerhalb der Infografik meist nur als Zusatzinstrument benutzt, um die Infografik zusätzlich aufzuwerten.
Soll die statische Infografik animiert werden, kann Adobe After Effects oder Adobe Flash dafür verwendet werden. Interaktive Infografiken können mit Webstandards (HTML5, JavaScript, CSS, SVG) umgesetzt werden. Bekannte Techniken sind Google Chart Tools, das JavaScript InfoVis Toolkit sowie D3.js.
Handelt es sich um eine sehr umfassende bzw. große Infografik, die sehr viele Daten und Statistiken enthält, gibt es die Möglichkeit, die Daten zu splitten und die statische Grafik in eine Slideshow umzuwandeln. Hierfür eignen sich beispielsweise PowerPoint oder GIF-Animationen.

## Galerie

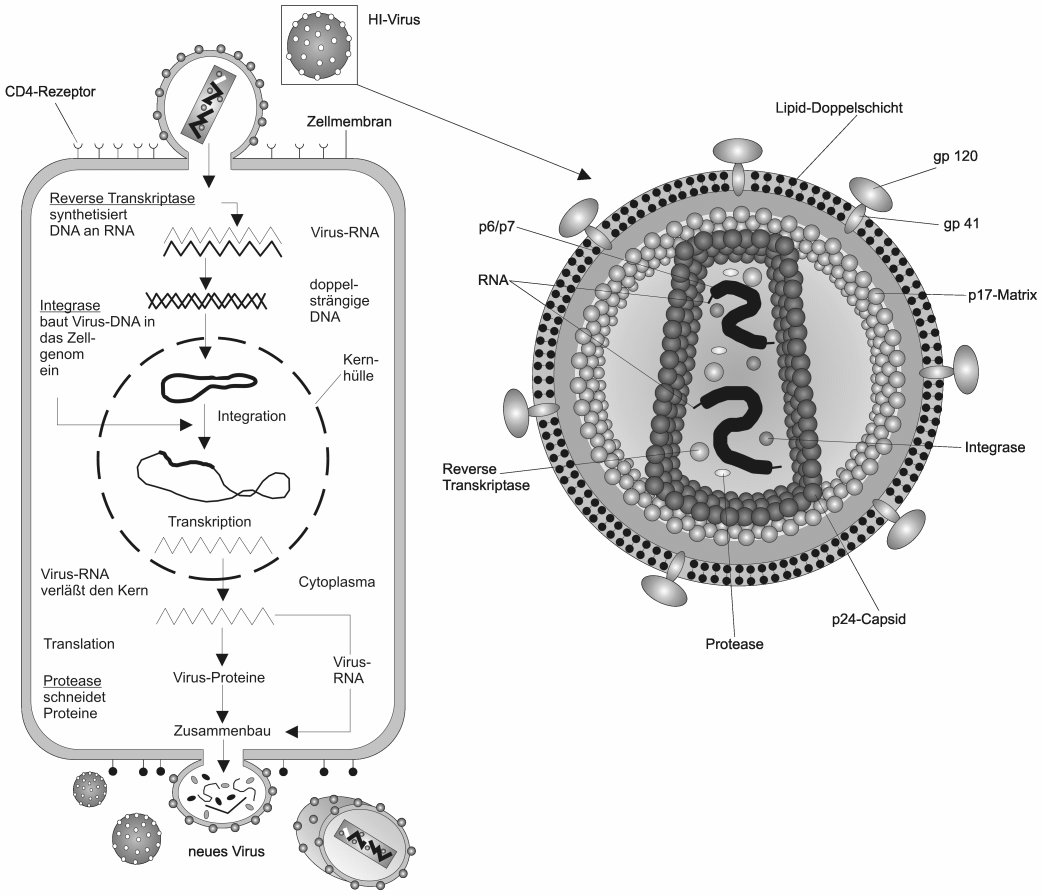
Aufbau und die Vermehrung des HIV
Personalisierte Verhältniswahl der BRD
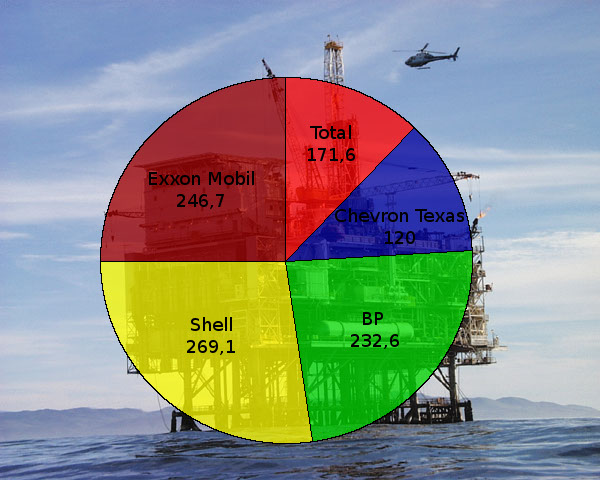
Erdölkonzerne
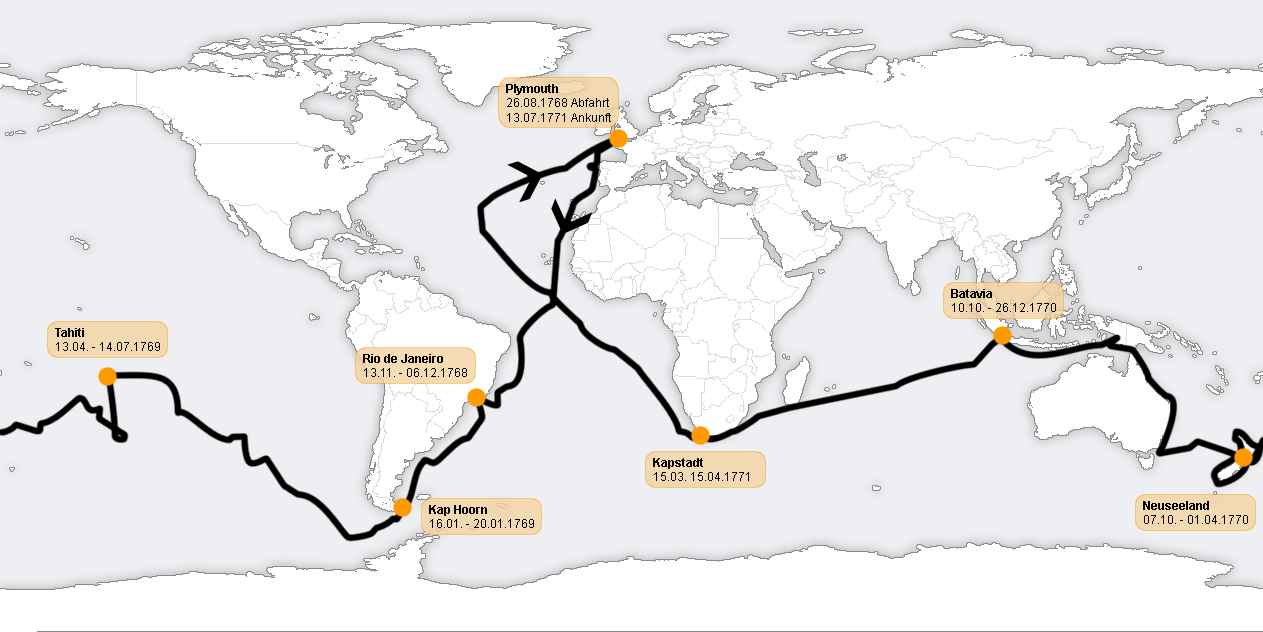
Reiseroute von James Cook
Pioneer-Plakette
Proportionsschema der menschlichen Gestalt
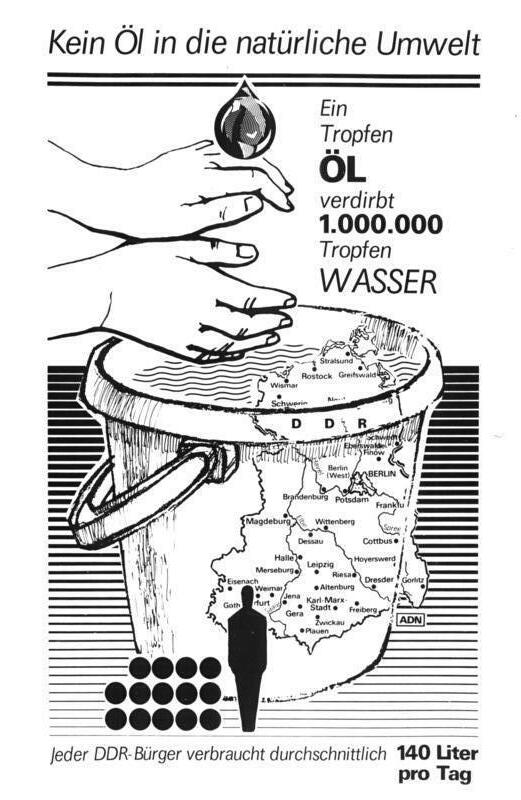
Verschmutzung des Wassers durch Öl
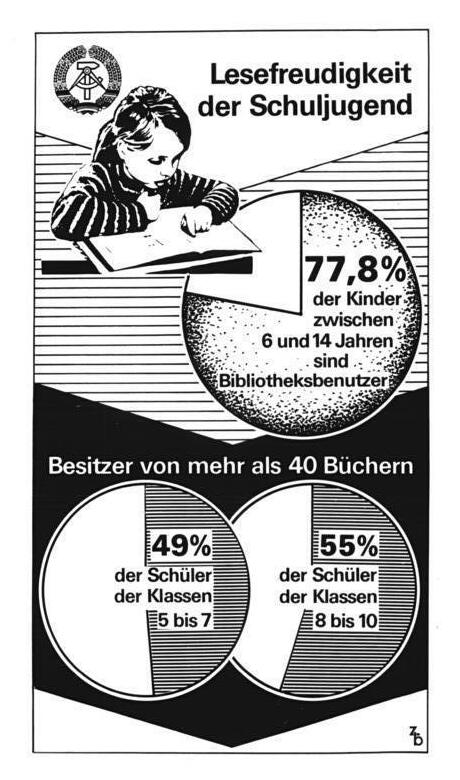
Lesefreudigkeit der Schuljugend